# Henri Guisan

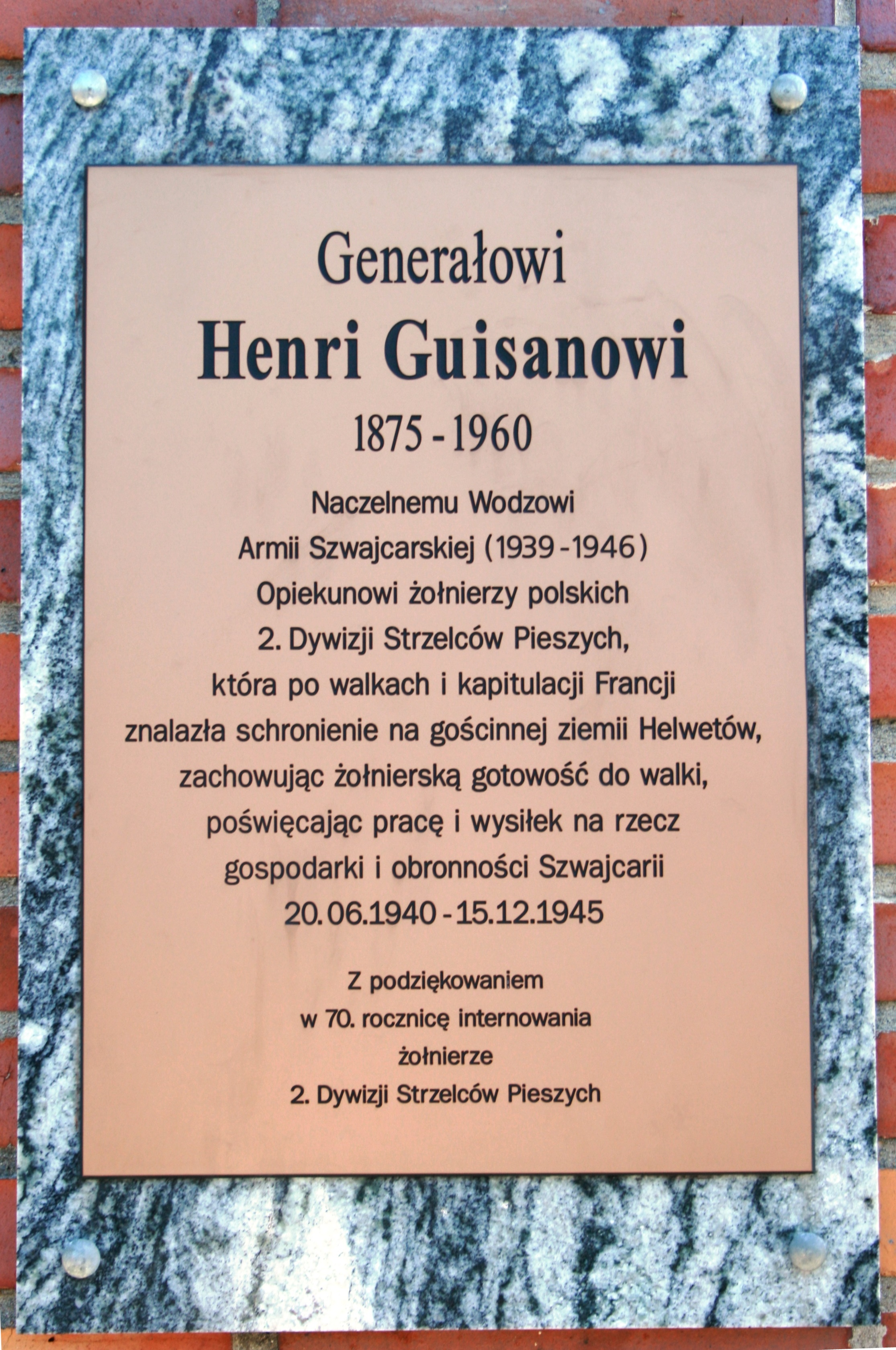
Tablica poświęcona gen. Henri Guisanowi na murze kwatery 1 Samodzielnej Brygady Spadochronowej na Cmentarzu Wojskowym na Powązkach w Warszawie

Henri Guisan (ur. 21 października 1874, zm. 7 kwietnia 1960) – szwajcarski generał, głównodowodzący armii Szwajcarii podczas II wojny światowej. Był czwartym − i jak do tej pory ostatnim − szwajcarskim wojskowym, który otrzymał stopień generała.

## Przebieg kariery
Ukończył studia wyższe z tytułem naukowym z zakresu rolnictwa. W 1894 ukończył szkołę artylerii konnej w Bière w stopniu porucznika. W wieku lat 30 został kapitanem Armii Szwajcarskiej. Po promocji na pułkownika w r. 1921 wyznaczony został na komendanta I Dywizji, następnie II Korpusu i w końcu I Korpusu. We wrześniu 1939 awansowany na dowódcę armii szwajcarskiej. Zasłynął z dramatycznego apelu do oficerów, wygłoszonego 25 lipca 1940 na górze Rütli. W mowie tej zapowiedział, że Szwajcaria się nie podda i będzie opierać się każdej inwazji nazistów. Jeśli skończą się kule, użyją bagnetów.
Postanowiłem zgromadzić was w tym historycznym miejscu, symbolu naszej niepodległości, by wyrazić zaniepokojenie zaistniałą sytuacją i przemówić do was jak żołnierz do żołnierzy. Jesteśmy w punkcie zwrotnym naszej historii. Zagrożone jest istnienie Szwajcarii.
Mowę wygłosił w miejscu symbolicznym dla Szwajcarów, w którym 1 sierpnia 1291 roku trzech przywódców kantonów alpejskich: Uri, Schwyz i Unterwalden, którzy nazwali się Eidgenossen – Sprzysiężeni, złożyło legendarną przysięgę Konfederatów Szwajcarskich.
Pogrzeb generała był manifestacją jego podkomendnych, dla których Guisan był symbolem patriotyzmu.

## Literatura dodatkowa
- Willi Gautschi: General Henri Guisan: Commander-in-Chief of the Swiss Army in World War II. Front Street Press, 2003. ISBN 0-9725572-0-2. (ang.). Brak numerów stron w książce